# NDR Doku
NDR Doku (vereinzelt auch NDR-Doku) ist ein Onlineformat des Norddeutschen Rundfunks, welches via YouTube ausgestrahlt wird. Der Kanal bietet seit der Mitte der 2010er Jahre dokumentarische Inhalte aus dem Sendegebiet des NDR, die größtenteils zuvor im Fernsehen ausgestrahlt wurden, teilweise aber auch exklusiv für das Web produziert werden.

## Reichweitenstärke
Der Kanal „NDR Doku“ zählt zu den reichweitenstärksten öffentlich-rechtlichen Angeboten auf YouTube im deutschsprachigen Raum. Mit über 1,4 Millionen Abonnenten und insgesamt mehr als 300 Millionen Videoabrufen gehört er zu den erfolgreichsten nicht-kommerziellen Informationskanälen in Deutschland.

## Rezeption
Einzelne Beiträge erreichen Aufrufzahlen im mehrstelligen Millionenbereich, das aufrufstärkste Video wurde insgesamt über 10 Millionen Mal abgerufen. Die Uploadfrequenz liegt bei mehreren neuen Videos pro Woche.

## Weblink
- Kanal von NDR Doku auf YouTube